# Israel Kantor
Israel Kantor, eigentlich Wilfredo Israel Sardiñas (* 16. Oktober 1949 in Alturas de Canasí, Kuba; † 1. Juli 2006 in Miami, Florida) war ein aus Kuba stammender Musiker und Sänger.

## Leben
Kantor war bereits mit acht Jahren Profimusiker zusammen mit seinem Vater und seinem Onkel in der Gruppe „Septeto“. Von seiner Mutter lernte er Gitarre und Percussion. 1970 schaffte er es in der renommierten Musikschule „Escuela de Musica Moderna“ aufgenommen zu werden. 1973 wurde er Mitglied der Band „Columna Juvenil“, die ständig durch Kuba tourte. 1977 wurde er Leadsänger bei der Gruppe „Neoson“. Ein Jahr später wechselte er zu der in Kuba bekannten Band „Los Yakos“. 1981 schaffte er den Sprung in eine der auch international bekanntesten kubanischen Gruppen, „Los Van Van“. Als er 1983 mit der Band bereits zum dritten Mal nach Mexiko reiste, entschied er sich, nicht mehr nach Kuba zurück zu reisen. 1984 gab er sich in New York seinen Namen Israel Kantor.
In Mexiko nahm er sein erstes eigenes Album Fuera de Cuba auf, ein Jahr später la Verdad. Er zog nach Miami, wurde Mitglied der Gruppe „Latin Salsa“ und sang einige bekannte Hits wie Paso la Vida Pensando, Maria Antonieta, Seré, Sin Coger Lucha, Sandunguera, A la Mitad del Camino, Miami at Night und andere. Er baute später seine eigene Band „Havana Son“ auf.
In Miami trat er 2003 dem „Tropicana All Stars Orchestra“ bei, das mehrfach für den Musikpreis Grammy nominiert wurde.
Israel Kantor erlag 2006 in seinem Haus in Miami einem Krebsleiden.